# OK Nackhe
OK Nackhe har orientering, skidåkning och långlöpning på sitt program. Klubbstugan ligger i Bråtared, Dagsås, i närheten av gården Ottersjö strax väster om Dagsås kyrka.
Klubbens namn härrör från gården Nackhälle och berget Nackhällebjär, belägna i området väster om klubbstugan.